# 拓跋郁
拓跋 郁（たくばつ いく、生年不詳 - 465年）は、北魏の皇族。順陽公。弟は拓跋目辰。

## 経歴
拓跋猗㐌の末裔として生まれた。羽林中郎内侍を初任とした。文成帝のとき、殿中尚書となった。文成帝の東巡に従い、順陽公の爵位を受けた。465年（和平6年）、朝廷で専権を握る乙渾を排除すべく、殿中の衛士数百人を率いて順徳門から宮中に入った。乙渾は拓跋郁らが献文帝との謁見を名分に兵を動かしていることを知ると、献文帝を朝廷に出すことでいったん妥協した。後に拓跋郁は再び乙渾の殺害を図り、逆に乙渾に殺された。献文帝は拓跋郁の忠節を認め、順陽王の位を追贈した。諡は簡といった。

## 伝記資料
- 『魏書』巻14 列伝第2
- 『北史』巻15 列伝第3